# Дребен трилиум
Дребен трилиум (Trillium pusillum) е вид многогодишно цъфтящо растение от семейство Melanthiaceae. Видът е световно застрашен, със статут Уязвим.

## Разпространение
Видът е ендемит за Югоизточна и Южна централна САЩ от Оклахома до Мериленд. Той расте в киселите почви на савани, блата, гори и полета. Обикновено се опрашва от медоносната пчела (Apis mellifera), а семената се разпръскват от мравки и сенокосци.